# Notoceratops bonarellii
Notoceratops bonarellii es la única especie conocida del género dudoso extinto Notoceratops (cara con cuernos del sur) de dinosaurio marginocéfalo ceratopsiano, que vivió a finales del período Cretácico, hace aproximadamente 77 millones de años, en el Campaniense en lo que es hoy Sudamérica. En 1918, Augusto Tapia nombró a la especie tipo Notoceratops Bonarellii, a partir de un hueso dentario sin dientes ahora perdido. El nombre genérico se deriva del griego notos, "el sur", keras , "cuerno" y ops, "cara". El nombre específico honra a Guido Bonarelli, quien aconsejó a Tapia en su estudio del hallazgo. Según las convenciones actuales, el epíteto se deletrea bonarellii, por lo tanto, sin B mayúscula. En muchas publicaciones posteriores, el nombre específico está mal escrito "bonarelli", con una sola "i", por la suposición incorrecta de que se derivaría de un "Bonarell~ius" latinizado. El fósil fue descrito por primera vez por Friedrich von Huene en 1929.
Originalmente referido como ceratopsiano por Tapia en 1918, fue desestimado más tarde porque no se conocían otros miembros de ese grupo del hemisferio sur. Sin embargo, el reciente descubrimiento de otro posible ceratopsiano, Serendipaceratops, de Australia podría cambiar esta opinión. Notoceratops desde entonces se ha considerado un nomen dubium y puede haber sido un hadrosáurido. Un análisis publicado por Tom Rich et al. en 2014, que se centró en la validez de otro supuesto ceratopsiano del sur, Serendipaceratops , también examinó el material publicado de Notoceratops. Llegaron a la conclusión de que el holotipo tenía características ceratopsianas y que el género probablemente sea válido.